# 架空電纜 (鐵路)

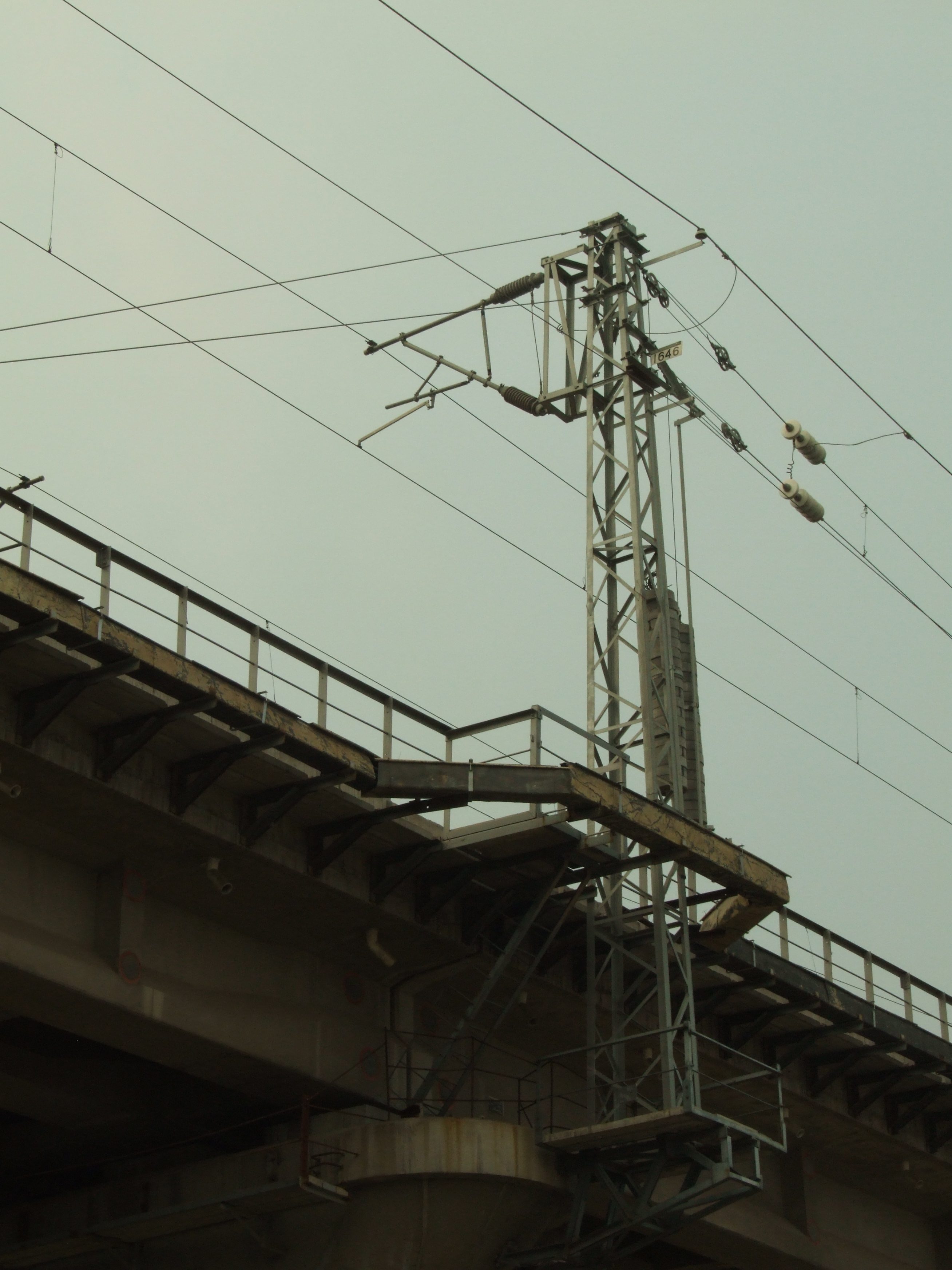
铁路上的架空接触网

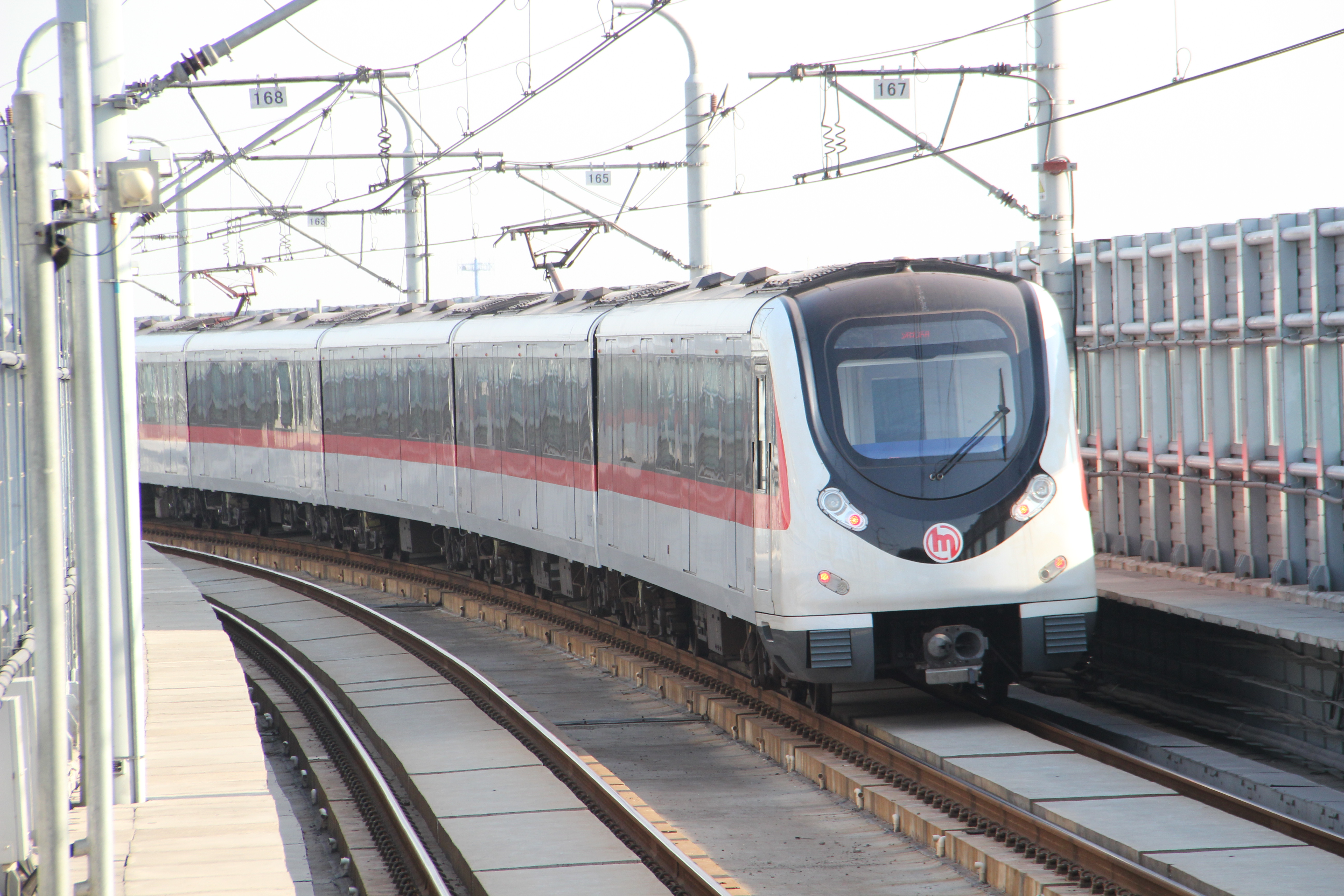
使用架空接触网供电的地铁列车 (圖為杭州地鐵1號線列車)

架空接触网（又称架空电缆，架空线路），是凭借电杆支撑，架设于电力驱动交通工具行驶轨迹上方半空，在与其接触连接时用以向其直接供电的特殊形式的输电线路。在电气化铁路和城市轨道交通系统中，架空接触网一般只有1根接触导线（简称触线），电力机车或动力车通过受电弓取电，再通过金属轮轨回流到电网中；而在无轨电车等使用胶轮的系统中，架空接触网有一正一负2根互相平行的触线，通过2根受电杆取电并形成通路。

## 分段絕緣
架空電纜並非是一條完整的閉合線路，而是人為地劃分為很多區段，而每一區段則以分段絕緣器（直流電適用；部分地區俗稱“龍蝦位”）或中性區（交流電適用）隔開。設置分段絕緣的主要用意是：假若某一路段電力供應有故障或因需要進行維修而斷電，那麼，所影響的範圍只是該區域，分段絕緣器後的另一區域則不會受斷電影響。車輛在駛經分段絕緣時，集電器會有一瞬間同時接觸兩個區段之電力，直接把它們短路，但由於集電器駛過區段絕緣器只需很短時間，該直接短路對车辆而言沒有影响，只是偶爾在集電器上產生火花，但這屬於正常。

## 中性區
中性區（又称“分相区”）大量存在於交流供電的鐵路系統中，不過在交直流分段，或是不同電壓分段的路段也會設置中性區。中性區是一段不帶電的架空電纜，長度大約是十米。因為電源供應未必只得一個，而是可能由多個馈電網供電。雖然每個電網的供電電壓大致相同，但每個電網未必是同相的，它們有可能是異相的。若不設有中性區，集電弓會由異相的電源供電而導致車內一些靈敏性較高的電力設備受損。換句話說，中性區就是一段約十米長，不帶電的架空電纜，用以隔開由不同馈電網所供應不同相位的電源。
车辆在進入中性區前，必須把列車裝在集電弓前的真空斷路器打開，以防止列車突然進入0V時所產生的電弧。真空斷路器打開後，列車立即失去外部電力供應，但乘客沒有覺得不妥，是因為車內的非动力設備此时由後備電池供電。牽引馬達在真空斷路器打開後无電力供應，车辆會以慣性衝過中性區。车辆過了中性區後，真空斷路器將會閉合，全車的電力裝置恢复由架空電纜供電。至於因電源制式不同而設的中性區，除了打開真空斷路器外，還必須根據下一路段電壓制式按下對應按鈕或是扳動手柄切換列車受流電路。

## 安全距離
基於安全考慮，架空電纜（或相關外露帶電裝置）必須與鄰近人員保持最少安全距離。以港鐵的規定為例，安全距離如下：
- 25千伏工頻交流電：2.75米
- 1500伏/750伏直流電/其他高壓電：2米

## 悬挂类型

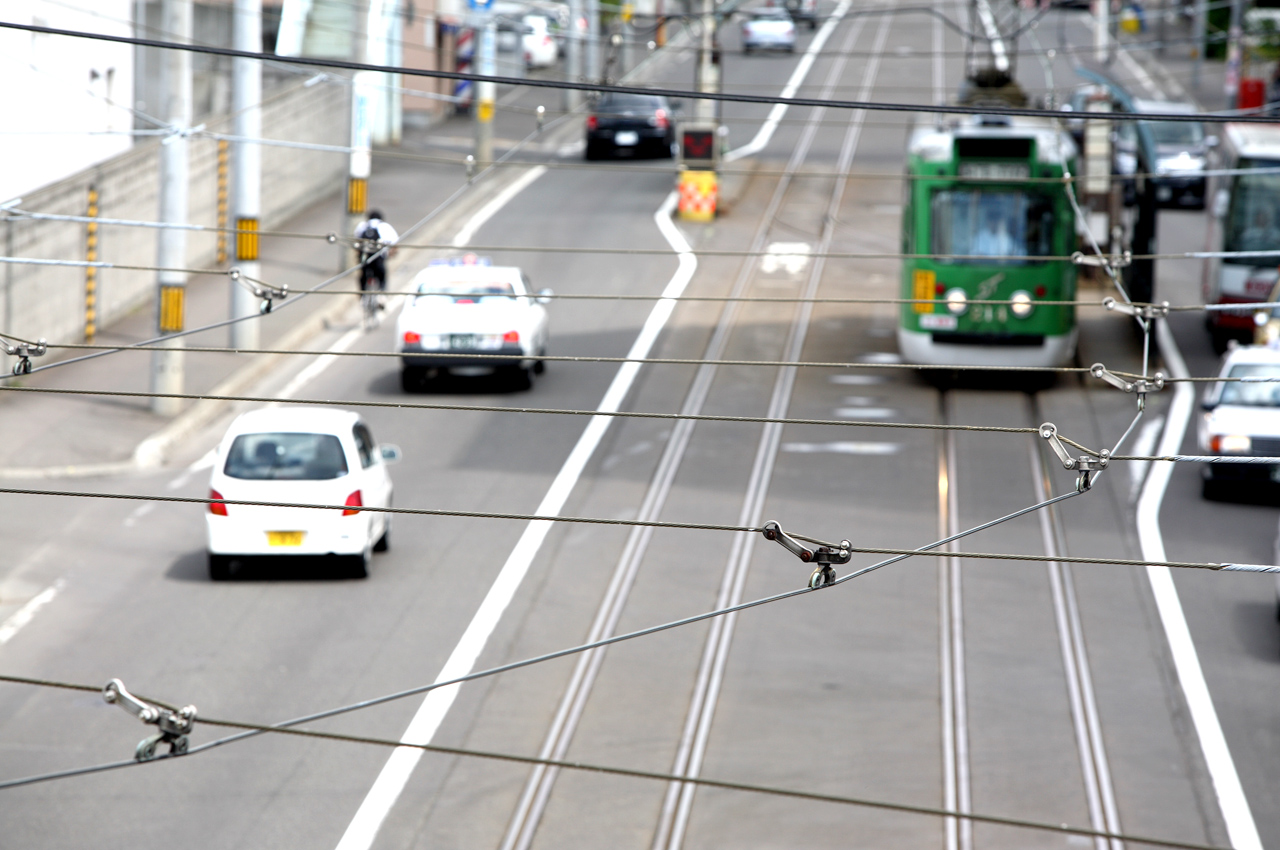
简单悬挂

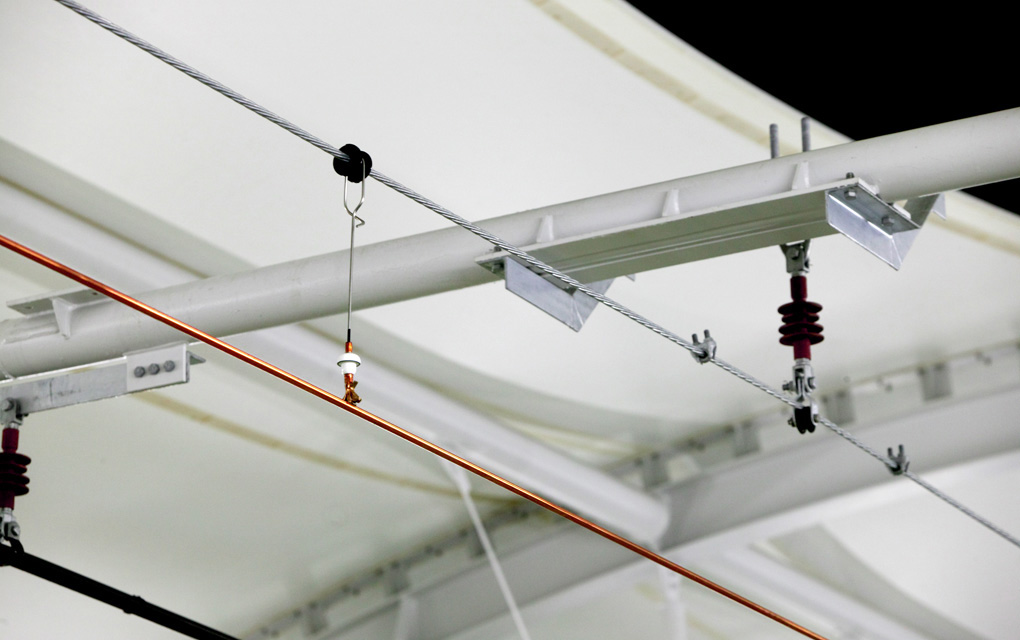
链形悬挂

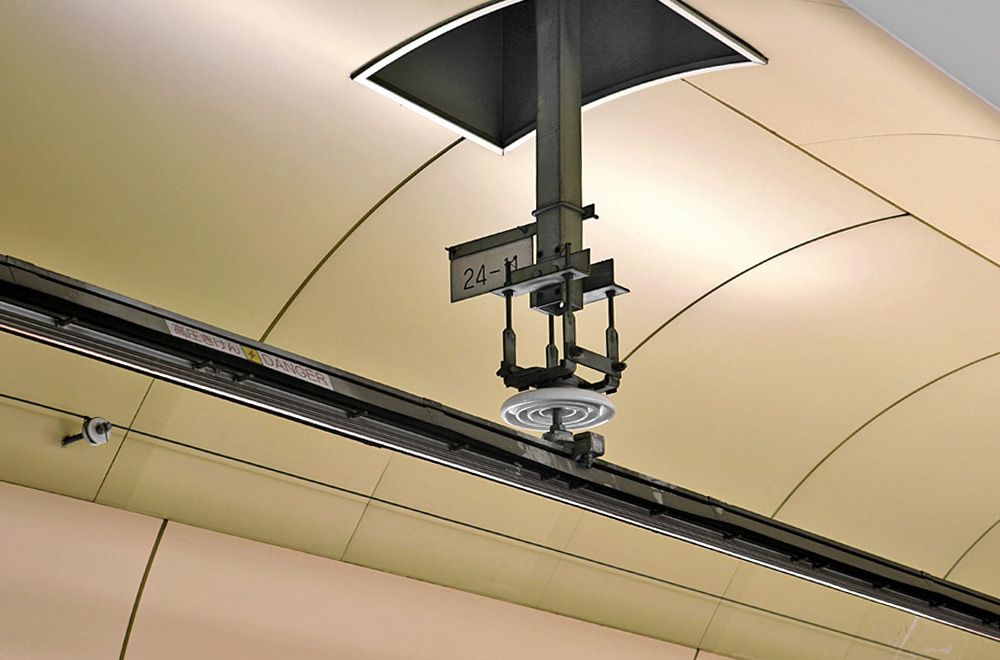
刚性悬挂

架空接触网的悬挂类型大致为三种：简单悬挂，链形悬挂，刚性悬挂。其中简单悬挂和链式悬挂都是弹性悬挂（或柔性悬挂）。
相应的，架空電纜也根据悬挂类型分别称为柔性接触网和刚性接触网。

### 简单悬挂
简单悬挂只有导线，没有承力线，优点是结构简单、支柱高度低、支撑点承受的负荷较轻、成本較低，一般运用于隧道等低净空的场合。在无軌電車和有轨电车中，也广泛使用简单悬挂。其缺点是跨度小，悬挂点有硬点，且在运行中导线会上下振荡，不适用于高速铁路。

### 链形悬挂
链形悬挂将导线和承力线之间用悬索连接起来，解决了简单悬挂中跨度小和硬点的问题，因此在城市軌道交通及长距离、高速度、大跨度的电气化铁路中大量使用。
鏈形懸掛是三種懸掛方式裡受到隧道净空限制最大的懸掛方式。
其電阻一般要討論接觸線材質的成分及截面積數值。

### 刚性悬挂
刚性悬挂是以硬质的金属条（通常是铜条）代替软质的导线的新型悬挂方式。随着材料科学和结构力学的发展，刚性悬挂利用了第三轨供电的接触面积大、電阻少（每公里0.0135 Ω）的优点，而克服了钢轨过重无法悬挂的缺点。城市轨道交通从地下线路开到地上线路时可以直接過渡至链式悬挂，不用更换列车（而部分地面路段亦可使用刚性悬挂電纜，例如港鐵屯馬綫紅磡站地面路段）；而在一條路線當中，亦可兼容現存链式悬挂及刚性悬挂（例如港鐵港島綫西延、觀塘綫延綫、屯馬綫（顯徑站至紅磡站）及東鐵綫过海段（紅磡站至金鐘站），新建隧道路段使用刚性悬挂電纜，而現存地面及隧道路段仍能使用链式悬挂電纜）。同时，由于刚性悬挂使用集电弓，没有使用集电靴的第三轨容易脱落的缺点，穩定性更高。但缺點是由於金屬條與集電弓炭條的接触面积較大，故集電弓炭條的損耗也較大。

## 与第三轨供电的比较
与第三轨供电相比，架空接触网受到隧道净空的限制比较大，在城市地铁的运用当中会受到土建成本的压力。因此目前已有的城市轨道交通当中，第三轨供电仍然占有较大的比例。另外，高架電纜可能會使部分人产生視覺上的心理障碍，也會对景观造成一定的负面影响。而当遭遇风灾时，也容易因為高架電纜被风吹倒毁坏而使列车班次发生严重误点或取消，必须花費大量时间進行维修。例如港鐵近年的多宗車務延誤個案均是由架空電纜導致的。因此自港島線西延起，近年的新建地底線路架空電纜改以剛性懸掛，提高供電穩定度。
由于第三轨有触电的风险，只能用于封闭线路，因此不适合用于與其他交通路線相交的铁路运输系统中。另一方面，高速鐵路为了高速客运和货运重载的需要，会使用更高的电压，如25 kV的供电系统，如果使用轨道供电会形成电弧，集電弓在列车高速运行的时候也能更稳定灵活地与架空電纜接触，集電靴则有比較高的机会導致脱离供电轨道。